# Estação Charenton - Écoles
Charenton - Écoles é uma estação da linha 8 do Metrô de Paris, localizada na comuna de Charenton-le-Pont.

## Localização
A estação é construída sob a rue de Paris, ao longo da Place Aristide-Briand, a leste da cidade. A escola primária de Aristide-Briand, localizada no local de mesmo nome, é a escola mais antiga da cidade, mesmo que tenha sido reconstruída depois da abertura da estação. Na direção de Balard, a estação que segue Charenton - Écoles é Liberté, distante cerca de 800 m; na direção de Pointe du Lac, fica a École Vétérinaire de Maisons-Alfort, a cerca de 1 km daí, alcançada após a travessia do Marne por um viaduto.

## História

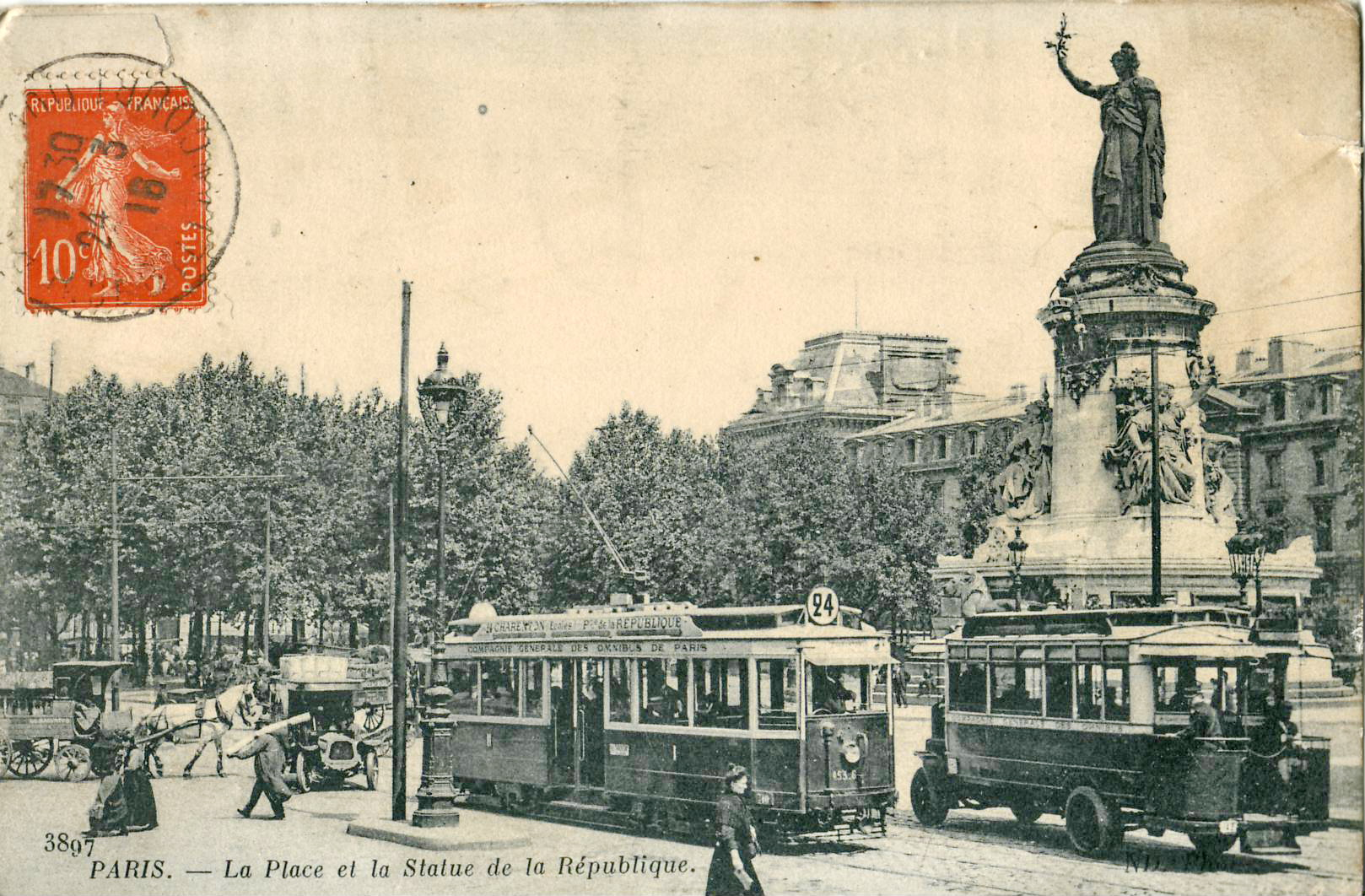
Muito antes da linha 8 chegar a Charenton - Écoles, o CGO circulava um bonde na linha 24 République - Charenton - Écoles, vista aqui na Place de la République, em Paris, por volta de 1916.

A estação foi aberta ao público em 5 de outubro de 1942 durante a extensão da linha 8, que anteriormente parava em Porte de Charenton. Ela permaneceu como o terminal sudeste da linha 8 até 19 de setembro de 1970 quando ela foi estendida para Maisons-Alfort - Stade.
A estação, subtitulada Place Aristide Briand, é uma das duas estações de metrô localizadas no território do município de Charenton-le-Pont, sendo a outra Liberté.
No início de setembro de 2006, uma antiga pedreira subterrânea causou o colapso de parte da place de l'église de Charenton, praça localizada acima de um corredor da estação. O evento danificou o teto da estação e causou a ruptura de um cano de água. O tráfego da linha não foi perturbado.
De 2016 a 2017, a estação passou por uma grande reforma como parte do programa "Un métro + beau".
Em 2011, 2 975 899 passageiros entraram nesta estação. Em 2012, havia 3 286 095 passageiros. Ela viu entrar 3 074 333 passageiros em 2013 e 3 067 681 em 2017.
Em 2018, 3 132 036 passageiros visitaram a estação, o que a coloca na 178ª posição das estações de metrô por sua frequência em 303.

## Serviços aos passageiros

### Acessos
A estação possui duas entradas e cinco portas de acesso.
- A entrada principal (quiosque de bilheteria, parte traseira do trem para Balard, frente do trem para Créteil) possui três portas de acesso situadas:
  - na praça da igreja de Saint-Pierre (48° 49′ 17,36″ N, 2° 24′ 51,67″ L);
  - no cruzamento da rue de Paris com a rue Victor-Hugo (77, rue de Paris) (48° 49′ 17,16″ N, 2° 24′ 49,05″ L);
  - no cruzamento da rue de Paris com a rue Gabrielle (66, rue Paris) (48° 49′ 15,9″ N, 2° 24′ 52,4″ L)

- A entrada secundária (terminal de vendas automático, frente do trem para Balard, parte traseira do trem para Pointe du Lac) possui duas aberturas de acesso localizadas:
  - no cruzamento da rue de Paris com a rue Anatole-France (68 bis, Rue de Paris) (48° 49′ 20,68″ N, 2° 24′ 44,93″ L);
  - na altura do 91, rue de Paris (48° 49′ 20,17″ N, 2° 24′ 44,36″ L)

Nenhum desses acessos é acessível às pessoas com mobilidade reduzida.
Além disso, existe uma escada rolante de saída situada ao norte da estação e levando na altura do 83, rue de Paris (48° 49′ 18,85″ N, 2° 24′ 46,35″ L)

### Plataformas

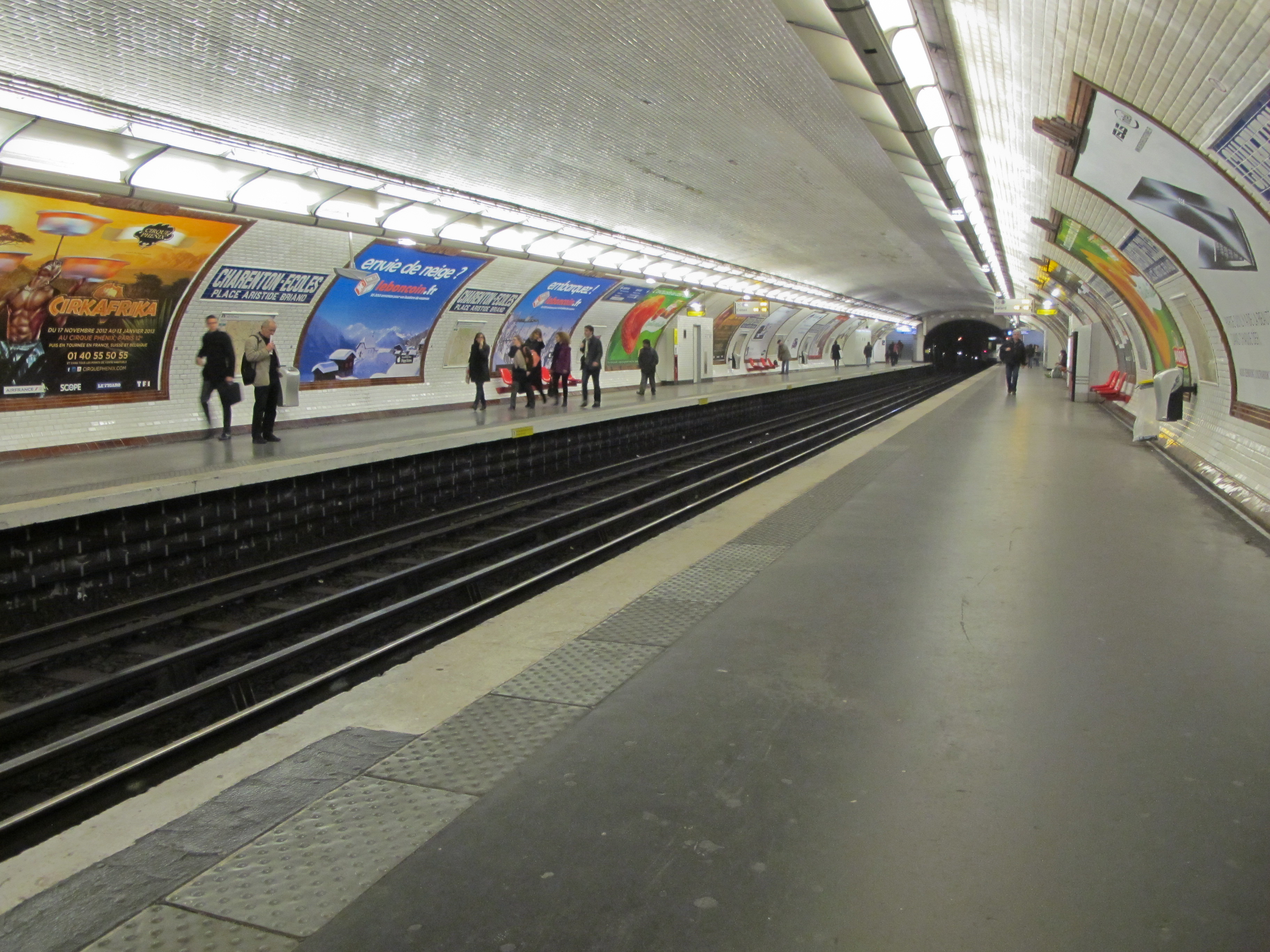
Interior da estação antes da renovação de 2016-2017

Charenton - Écoles é uma estação de configuração padrão com duas plataformas separadas pelas vias do metrô sob uma abóbada elíptica. Ela possui faixas de iluminação brancas e arredondadas no estilo “Gaudin” do renovação do metrô na década de 2000, e as telhas em cerâmica brancas biseladas recobrem os pés-direitos, a abóbada, os tímpanos e as saídas dos corredores. As plataformas são equipadas com assentos do estilo “akiko” amarelos e o nome da estação está inscrito em faiança no estilo da CMP original. Ela é portanto decorada em um estilo idêntico ao aplicado à maioria das estações do Metrô de Paris. Somente os quadros publicitários são especiais: em faiança de cor marrom e com padrões simples, são encimados pela letra "M". Esses mesmos quadros estão presentes apenas em 7 outras estações do Metrô parisiense. É a última estação deste estilo (telhas brancas, abóbada elíptica, etc.) em direção a Pointe du Lac.

### Intermodalidade
A estação é servida pelas linhas 24, 111, 180 e 325 da rede de ônibus RATP e à noite, pela linha N35 da rede Noctilien.

## Pontos turísticos
Vários sites são acessíveis a partir da estação Charenton - Écoles como:
- o fundo da rue de Paris, área semi-pedonal;
- a igreja paroquial de Saint-Pierre;
- os cais do Marne;
- o Bois de Vincennes.